# Кшесинский, Феликс Иванович
Фе́ликс Иванович Кшеси́нский (пол. Feliks Adam Walerian Krzesiński, при рождении Адам-Валериуш Янович Кшесинский-Нечуй; 17 февраля 1823, Варшава — 16 июля 1905, имение Красницы под Петербургом) — польский танцовщик и педагог, солист Мариинского театра, особенно знаменитый своим исполнением мазурки. Сын Яна Кшесинского и Фелицаты Петронелли-Деренговской. Отец танцовщиков Юлии, Иосифа и Матильды Кшесинских.

## Биография
Учился в Варшавской балетной школе у Мориса Пиона. В 1838 году был принят в балетный коллектив Варшавских правительственных театров (пол. Warszawskie Teatry Rządowe), в 1845 году становится солистом; считался одним из ведущих танцовщиков Варшавы вплоть до 1852 года. 
Среди его репертуара был балет А. Адана «Жизель», а также роль друга жениха в спектакле «Краковская свадьба» («Свадьба в Ойцове», пол. Wesele w Ojcowie).
В 1853 году переехал в столицу Российской империи Санкт-Петербург, где продолжил свою карьеру (согласно историку балета Ю. А. Бахрушеву остался в Санкт-Петербурге в 1851 году после гастрольного представления спектакля «Крестьянская свадьба».
В 1858 году поставил в Москве балет «Роберт и Бертрам, или два вора».
Выступал на балетной сцене в характерных танцах, в особенности прославился как исполнитель мазурки. С возрастом перешёл на исполнение пантомимных ролей. Одной из лучших его ролей считается хан в балете «Конёк-Горбунок». Отличаясь творческим долгожительством, прослужил на сцене 67 лет. 
С творчеством Феликса Кшесинского связывают нововведения в театральном гриме на русской балетной сцене — выступая в сольных партиях он отказался от казавшейся обязательной слащавой красивости. Так, в балете «Наяда и рыбак» он предстал смуглым с бородой. Нововведение привело в ужас танцовщицу, но понравилось публике. В исполнении народных танцев артист стремился к реализму, сближению с подлинными приёмами. В этом он противостоял балетмейстеру Артуру Сен-Леону, облагораживавшему народный танец академической манерой исполнения.

### Семья
Был женат на Юлии Доминской (вдове балетного танцовщика Леде, имевшей девятерых детей от первого мужа, четверо из которых не пережили младенчество), в браке с которой имел двух дочерей и двух сыновей. Все дети Феликса Кшесинского, кроме Станислава (1864—1868), закончили Санкт-Петербургское императорское театральное училище и танцевали в Мариинском театре:
- Юлия (Кшесинская 1-я, в замужестве Зедделер; 1866—1969) — артистка Императорских театров[4], характерная танцовщица;
- Иосиф (1868—1942) — танцовщик и балетмейстер, заслуженный артист РСФСР (1927);
- Матильда (Кшесинская 2-я; 1872—1971) — прима-балерина Императорских театров, впоследствии (в эмиграции) супруга вел. князя Андрея Владимировича.